# Pawod
Pawod is een bestuurslaag in het regentschap Pidie van de provincie Atjeh, Indonesië. Pawod telt 416 inwoners (volkstelling 2010).